# 草莓醛
草莓醛，又名甲基苯基縮水甘油酸乙酯，是一種化學式{\displaystyle {\ce {C12H14O3}}}的有機化合物。

## 命名
草莓醛是種環氧化合物，同時具備酯的官能基。雖然俗名叫草莓「醛」，但由於它不具備醛基，因此並不算是醛。
而由於這化合物具備草莓的香氣，因此俗名叫草莓醛、楊梅醛。

## 合成
草莓醛可以由苯乙酮（乙酰苯）和一氯乙酸乙酯（氯代乙酸乙酯）在强鹼（例如氨基鈉、乙醇鈉）的作用下經過達參反應製備而成。

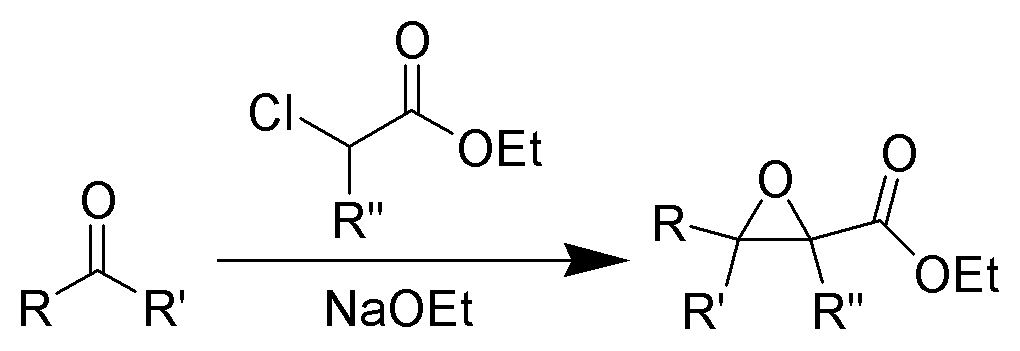
反應式。在這情況下，R為苯基，R'為甲基

亦可由反-β-甲基肉桂酸乙酯以間氯過氧苯甲酸透過環氧化反應製備而成。

## 用途
由於其清甜、像草莓的香氣，草莓醛可用於香水、食品香料和化妝品的製作。草莓醛最終可用來製作肥皂、洗潔精、香精、化妝品、糖果、飲料、烘培品等等。

## 安全
有對大鼠的長期高劑量研究表示，草莓醛沒有明顯的不良作用，而且並不致癌 。美國的食品藥品監督管理局將草莓醛歸類為「公認安全」( generally recognized as safe)。